# So isses
So isses war eine Unterhaltungssendung des Westdeutschen Fernsehens, die von Jürgen von der Lippe moderiert und einmal im Monat sonntags abends live gesendet wurde. Von der Erstausstrahlung am 1. April 1984 bis zum Ende im Jahre 1989 wurden insgesamt 56 Folgen produziert.
Nach seinen Auftritten im WWF Club schaffte Jürgen von der Lippe mit So isses den endgültigen Durchbruch und machte die Sendung im WDR zu einem Erfolg, der Kultstatus erreichte.

## Inhalt
Wesentlicher Bestandteil der Sendung waren ausgiebige Gespräche über häufig kuriose Geschichten mit teilweise skurrilen und ab und zu prominenten Gästen. Später war der Kabarettist Gerd Dudenhöffer regelmäßig in der Sendung vertreten und lockerte ihren Ablauf mit teilweise improvisierten Einlagen auf. Immer häufiger wurde auch der Kameramann Günter Müller (genannt Günni) einbezogen.
Viele Elemente der Sendung flossen in die seit 1995 ebenfalls von Jürgen von der Lippe moderierte Talk-Show Wat is? ein: auch dort hatten die meist unbekannten Gäste eine ungewöhnliche Geschichte zu erzählen und der Kameramann war ebenfalls in die Sendung integriert. Der Auftritt eines in den Sendungsablauf einbezogenen Kabarettisten wurde in die Sendung Zimmer frei! übernommen.